# Кречевский, Пётр Антонович
Пётр Анто́нович Крече́вский (бел. Пётр Антонавіч Крачэўскі или Пётра Крэчэўскі; 7 августа 1879, Кобринский уезд, Российская империя — 8 марта 1928, Прага, Чехословакия) — белорусский политический деятель, историк. С 1919 по 1928 год — председатель Рады Белорусской Народной Республики.

## Биография

### Ранние годы
Родился неподалёку от города Кобрина (либо в д. Дубно Гродненского уезда, ныне: Мостовский район) в семье дьякона деревенской церкви. Окончил православное училище в Жировичах, затем духовную семинарию в Вильне, по выпуску из которой в 1902 году предпочёл карьере священнослужителя профессию преподавателя. В течение нескольких лет, ещё будучи семинаристом, он работал учителем, чтобы погасить стоимость обучения. Учительствовал в Белостоцком и Волковысском уездах Гродненской губернии (в том числе, в деревне Яловка).
Вскоре Кречевский отказался и от преподавательской работы, устроившись в администрацию Виленского государственного банка (1909 год). В начале банковской карьеры он часто попадал под пристальное внимание полиции, виной чему были его тесные связи с различными политическими группами. Работа в банке дала Кречевскому возможность установить контакты с многими белорусами, занимавшими посты в структурах власти.
Во время Первой мировой войны Кречевский был призван в ряды Русской армии. Опыт административной работы и бюрократические познания обеспечили ему быстрое продвижение по службе, а также возможность посещать воинские части, расположенные на территории белорусских губерний, и заводить новые знакомства. После Февральской революции Кречевскому удалось собрать средства для создания организации белорусских солдат.

### БНР
В 1917 году — председатель Совета рабочих и солдатских депутатов города Борисова. От Совета делегирован на Всебелорусский съезд, где вошёл в состав исполкома.

В феврале 1918 года стал членом первого белорусского правительства, Народного секретариата, с функцией государственного контролёра. В апреле того же года занял пост министра финансов, а в мае — министра торговли Белорусской Народной Республики. Возглавлял торговую палату, вступил в партию социалистов-федералистов. 11 октября 1918 года был избран секретарём Рады БНР. 13 декабря 1919 года Кречевский сменил Язепа Лёсика на посту председателя Рады (фактически — президента) БНР. 

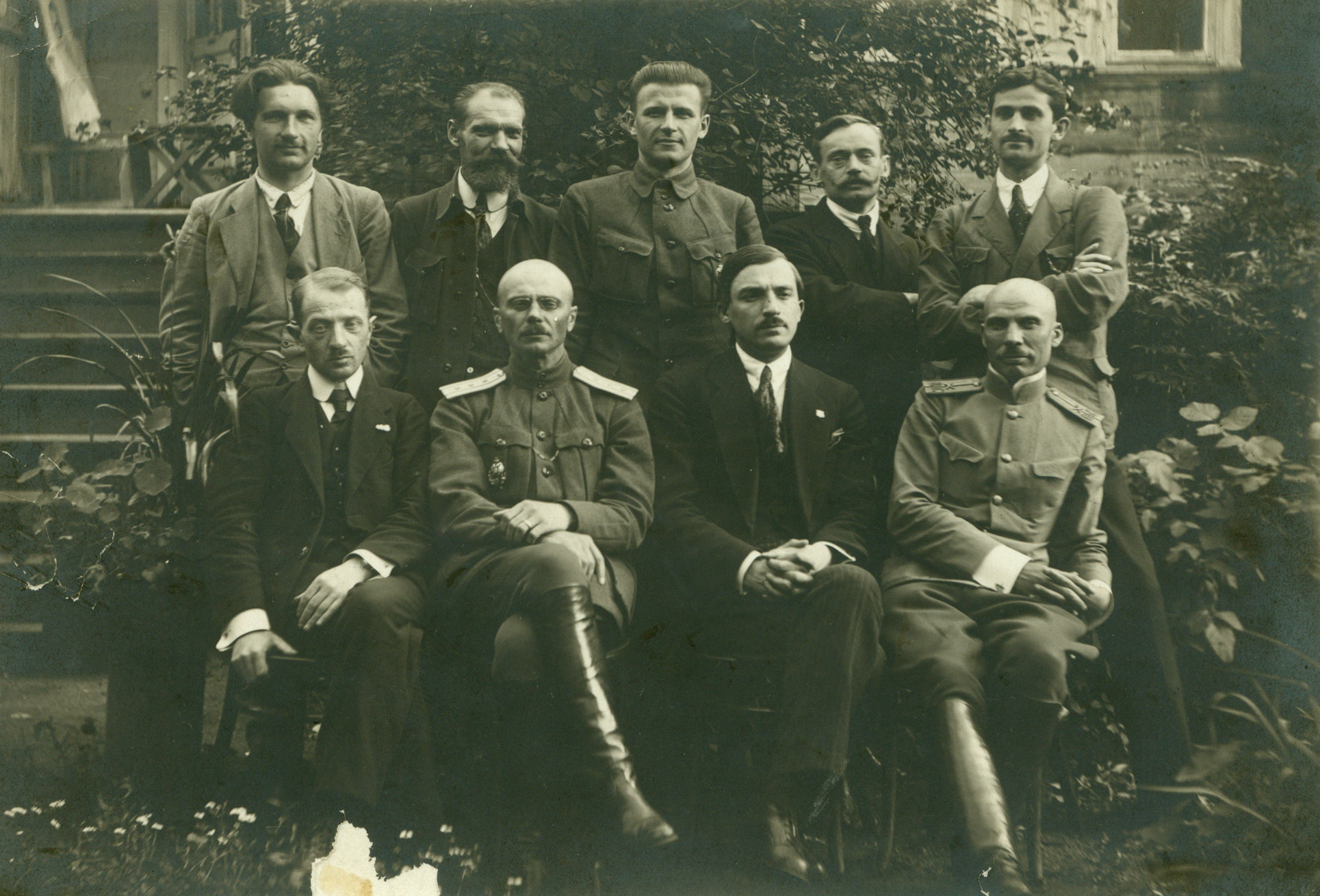
Правительство БНР. Кречевский — стоит, второй слева

В феврале 1920 года он был вынужден эмигрировать вместе с Радой, представляя интересы белорусов в Ковно, Берлине и — с 1923 года — в Праге. В его непосредственные задачи входило установление контактов с представителями БНР в различных странах, что Кречевский делал достаточно эффективно.

### В эмиграции

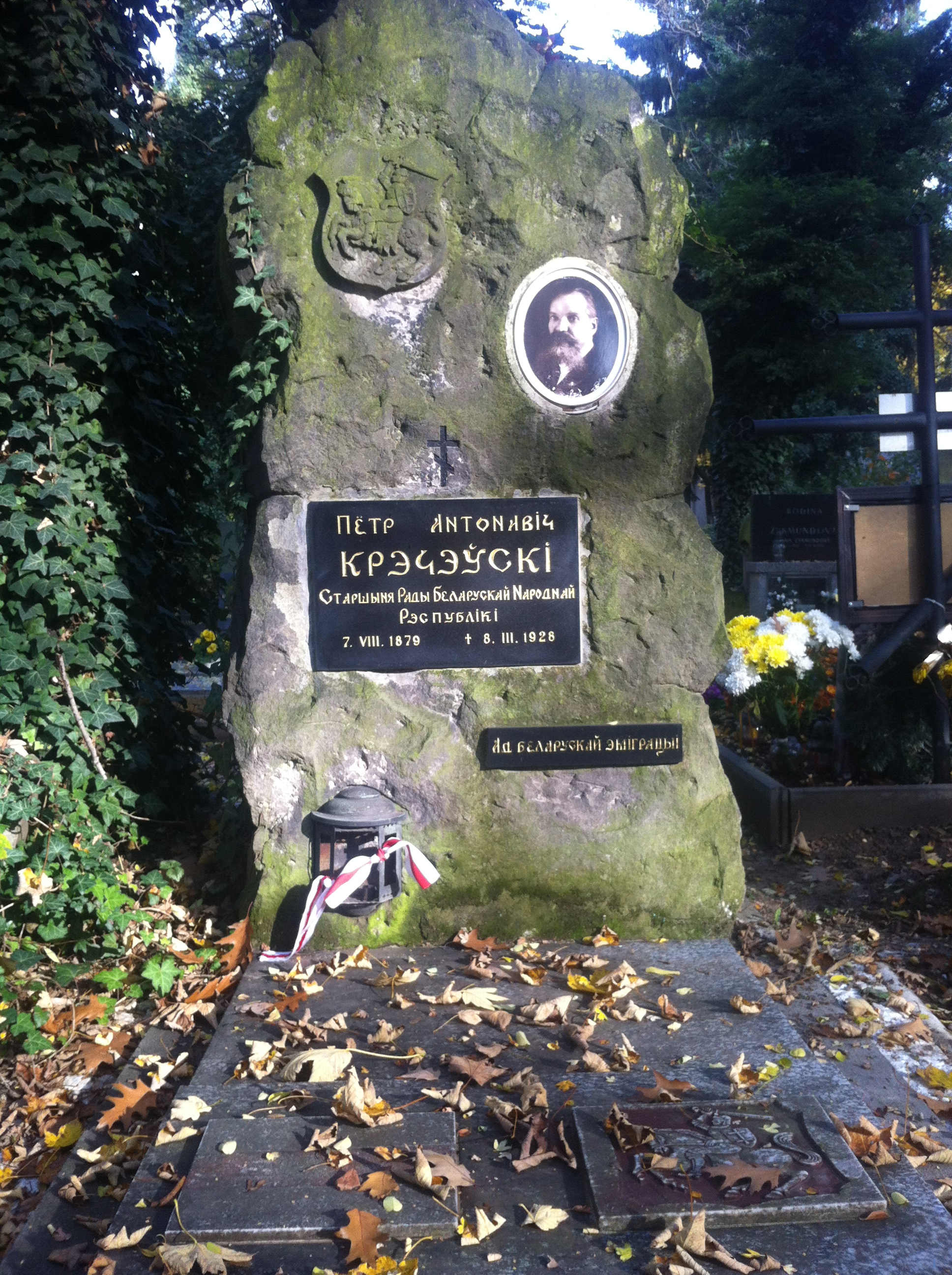
Могила Петра Кречевского в Праге

Деятельность Кречевского в Праге была разнообразна. Председатель Рады БНР выступал инициатором многочисленных дипломатических меморандумов, информировавших страны Запада о положении дел в советской и польской частях оккупированной Беларуси. В сентябре 1921 года Кречевским был организован созыв белорусской конференции в Праге, осудившей Рижский мир, и поддержавшей идеалы независимости. Благодаря его стараниям Рада БНР была признана подавляющим большинством белорусских эмигрантских политических организаций. Не признал просоветского решения Всебелорусской конференции в Берлине (1925) о ликвидации правительства БНР.
Кроме того, Кречевскому удалось добиться права белорусских студентов на получение стипендий от чехословацкого правительства, а также создать Белорусский Архив в Праге и получить финансовую поддержку для его содержания, поучаствовать в нескольких научных конференциях и стать автором ряда статей по теме белорусской истории и культуры. В 1926 году под редакцией Кречевского был издан научно-политический альманах «Замежная Беларусь».
Написал драму «Рагнеда», переводил с чешского, украинского, русского (Всеславянский гимн, поэма Огарёва «Глинский»). Известны стихотворения на белорусском и русском языке.
Возглавлял Раду БНР до самой смерти. Умер в 1928 году в Праге. Похоронен на Ольшанском кладбище.